# 스타쉽 엑스의 음반
이 문서는 스타쉽 엑스에서 발매한 음반 목록이다.

## 2010년대
- 2013년 9월 10일 소유, 매드 클라운 - [Digital Single] 착해 빠졌어
- 2014년 2월 7일 소유, 정기고 - [Digital Single] 썸
- 2014년 4월 4일 매드 클라운 - 표독[1]
- 2014년 5월 9일 정기고 - [Digital Single] Want U
- 2014년 7월 4일 정기고 - [Digital Single] 라틴썸머 (Latin Summer)
- 2014년 11월 20일 효린, 주영 - [Digital Single] 지워
- 2015년 1월 9일 매드 클라운 - Piece Of Mine
- 2015년 7월 10일 매드 클라운 - [Digital Single] SUPEXX[2]
- 2015년 8월 27일 주영 - [Digital Single] 3
- 2015년 10월 26일 주영, 브라더수 - [Digital Single] 너를 그리다[3]
- 2015년 10월 27일 정기고 - [Digital Single] 247
- 2015년 11월 9일 매드 클라운 - [Digital Single] 못먹는 감[4]
- 2015년 12월 18일 효린, 주영, 범키 - [Digital Single] Love Line
- 2016년 2월 15일 정기고, 주영, 브라더수 - [Digital Single] 요리 좀 해요[5]
- 2016년 2월 18일 매드 클라운, 브라더수 - [Digital Single] 만화처럼
- 2016년 6월 8일 매드 클라운 - [Digital Single] h.ear your colors
- 2016년 7월 20일 브라더수 - [Digital Single] Merry Summer[6]
- 2016년 7월 29일 샵건 - [Digital Single] BEEP
- 2016년 9월 28일 정기고 - [Digital Single] Nocturne (야상곡)
- 2016년 10월 20일 브라더수 - [Digital Single] 마들렌[7]
- 2016년 11월 8일 정기고 - 우리집에 사는 남자 OST Track 4[8]
- 2016년 11월 18일 정기고 - [Digital Single] Hey Bae
- 2016년 11월 25일 매드 클라운 - [Digital Single] 거짓말[9]
- 2017년 2월 3일 매드 클라운 - [Digital Single] 우리 집을 못 찾겠군요[10]
- 2017년 2월 23일 정기고 - [Digital Single] Let Me Love You[11]
- 2017년 3월 16일 매드 클라운 - 사랑은 지옥에서 온 개
- 2017년 4월 20일 정기고 - Across The Universe
- 2017년 7월 6일 유승우 - [Digital Single] 오빠[12]
- 2017년 7월 20일 매드 클라운 - [Digital Single] 세탁중[13]
- 2017년 8월 17일 샵건 - [Digital Single] Sunflower Dance[14]
- 2018년 1월 12일 정기고 - [Digital Single] Timeline
- 2018년 3월 2일 주영 - FOUNTAIN
- 2018년 3월 29일 매드 클라운 - [Digital Single] 너랑나랑노랑[15]
- 2018년 4월 12일 매드 클라운 - [Digital Single] 갈증[16]
- 2018년 4월 21일 주영 - [Digital Single] 브레이커스 Part.1[17]
- 2018년 4월 27일 브라더수 - [Digital Single] 왜그러냐
- 2018년 5월 14일 매드 클라운 - [Digital Single] 갈증
- 2018년 5월 26일 주영 - [Digital Single] 브레이커스 Part.5[18]
- 2018년 5월 29일 주영 - 기름진 멜로 OST Part.4
- 2018년 6월 13일 주영 - [Digital Single] PRADA
- 2018년 7월 11일 Dress - [Digital Single] Haynie
- 2018년 7월 27일 키겐 - [Digital Single] STREAMING (FEAT. RICK BRIDGES)
- 2018년 8월 27일 샵건 - [Digital Single] Red Light
- 2018년 9월 7일 Dress - [Digital Single] 239726
- 2018년 9월 14일 주영 - [Digital Single] N/A
- 2018년 10월 30일 키겐 - [Digital Single] 우울증
- 2018년 11월 3일 매드 클라운 - 제 3의 매력 OST Part.6[19]
- 2018년 11월 23일 Dress - [Digital Single] twentyseven
- 2018년 12월 12일 Dress - [Digital Single] Ordinary Christmas
- 2019년 2월 11일 키겐 - [Digital Single] 취했나봐
- 2019년 4월 1일 샵건 - [Digital Single] Aquarium
- 2019년 5월 31일 주영 - [Digital Single] Lost
- 2019년 6월 30일 주영 - [Digital Single] 아름
- 2019년 7월 6일 샵건 - [Digital Single] Park
- 2019년 8월 18일 샵건 - [Digital Single] Lord

## 2020년 ~ 2022년
- 2020년 1월 28일 주영 - [Digital Single] Door[20]
- 2020년 4월 7일 샵건 - [Digital Single] Wednesday